# Turpinite
La turpinite è un immaginario gas chimico che alcuni sostengono fosse stato sviluppato dal chimico francese Eugène Turpin e utilizzato contro l'attacco dell'esercito tedesco durante i primi mesi della prima guerra mondiale.
Secondo resoconti dell'epoca, la turpinite sarebbe stata utilizzata nei proiettili per l'artiglieria; tali proiettili sarebbero stati in grado di uccidere una persona in un raggio di 370 metri dall'area d'impatto non tanto per l'impatto del proietto, ma dai suoi fumi, che silenziosamente e improvvisamente asfissiavano i soldati. I sopravvissuti dagli sbarramenti dovuti alla turpinite hanno segnalato la presenza di un forte odore chimico dopo un attacco. In realtà, questo odore era un effetto collaterale degli esplosivi utilizzati dai militari francesi e britannici durante la guerra.
Dopo la guerra, lo scienziato tedesco Fritz Haber, che ha aperto la strada agli attacchi tedeschi con l'utilizzo del gas nella seconda battaglia di Ypres, avrebbe dichiarato che i soldati tedeschi avevano segnalato un forte odore chimico, attribuito alla turpinite. Haber e gli altri che indagarono riscontrarono che l'odore era dovuto all'incompleta combustione dell'acido picrico utilizzato nei proiettili di artiglieria britannici.
La convinzione che le armi chimiche furono usate dai francesi nel 1914 poteva avere contribuito all'utilizzo successivo dei tedeschi di tali armi.